# First City Tower
First City Tower je kancelářský mrakodrap v texaském městě Houston. Má 49 pater a výšku 201,7 metrů, je tak 14. nejvyšší mrakodrap ve městě. Byl dokončen v roce 1981 a za designem budovy stojí firma Morris-Aubry.